# Сеука (Сату-Маре)
Сеука (рум. Săuca) — село у повіті Сату-Маре в Румунії. Адміністративний центр комуни Сеука.
Село розташоване на відстані 437 км на північний захід від Бухареста, 46 км на південний захід від Сату-Маре, 113 км на північний захід від Клуж-Напоки.

## Населення
За даними перепису населення 2002 року у селі проживали 383 особи.
Національний склад населення села:
| Національність | Кількість осіб | Відсоток |
| -------------- | -------------- | -------- |
| румуни         | 289            | 75,5%    |
| угорці         | 56             | 14,6%    |
| цигани         | 37             | 9,7%     |

Рідною мовою назвали:
| Мова      | Кількість осіб | Відсоток |
| --------- | -------------- | -------- |
| румунська | 290            | 75,7%    |
| угорська  | 80             | 20,9%    |
| циганська | 12             | 3,1%     |